# 宝行王正論
『宝行王正論』（ほうぎょうおうしょうろん）は、龍樹の著作とされる書で、陳の真諦（449年 - 569年）によって漢訳された。チベット訳では『ラージャパリカター・ラトナマーラー』であり、原本のサンスクリットでは『ラトナーヴァリー』と呼ばれている。
チベット訳の名前は、「王への教訓の宝の花輪」という意味であり、サンスクリットでは、「たからの花輪」という意味となる。
漢訳では著者名が銘記されていないが、チャンドラキールティなどが本書を龍樹作として引用しているところから、龍樹の真撰と考えられている。
内容は、龍樹が書簡体で、南インドのシャータヴァーハナ王に教えを説いたもので、仏教から見た政治論である。
サンスクリット原本は、イタリアのツッチによってネパールで発見されたが、第3章と第5章が欠けている。
The ratnaavalii of naagaarjuna: G. Tucci